# Méthode des répliques
En physique statistique des verres de spin et d'autres systèmes désordonnés, la méthode des répliques est une technique mathématique basée sur l'application de la formule :{\displaystyle \ln Z=\lim _{n\to 0}{Z^{n}-1 \over n}}

où {\displaystyle Z} est le plus souvent la fonction de partition, ou une fonction thermodynamique similaire.
Elle est généralement utilisée pour simplifier le calcul de la moyenne sur le désordre de l'énergie libre {\displaystyle {\overline {F}}=-kT{\overline {\ln Z}}}, réduisant le problème au calcul de la moyenne sur le désordre de {\displaystyle {\overline {Z^{n}}}} où {\displaystyle n} est un entier. Ceci est physiquement équivalent à une moyenne sur {\displaystyle n} copies ou répliques du système.
Le point crucial de la méthode des répliques réside dans le fait que la moyenne est effectuée en supposant {\displaystyle n} entier alors qu'il faut envoyer {\displaystyle n} continuellement à zéro pour récupérer le logarithme moyenné. Cette apparente contradiction n'a jamais été formellement résolue, cependant dans tous les cas où la méthode des répliques peut être comparée à d'autres solutions exactes, elle conduit aux mêmes résultats.
Il est parfois nécessaire d'exiger la propriété supplémentaire de brisure de symétrie des répliques afin d'obtenir des résultats physiques, qui est associée à la rupture d' ergodicité.

## Applications physiques
La méthode des répliques est utilisée pour déterminer les états fondamentaux des systèmes mécaniques statistiques, dans l' approximation du champ moyen . Typiquement, pour les systèmes dans lesquels la détermination de l'état fondamental est facile, on peut analyser les fluctuations proches de l'état fondamental. Sinon on utilise la méthode des répliques. Un exemple est le cas d'un verre de spin avec différents types de liaisons magnétiques entre les spins, conduisant à de nombreuses configurations différentes de spins ayant la même énergie.

## Remarques
La formule ci-dessus se dérive via l' expansion de Taylor :
{\displaystyle {\begin{aligned}\lim _{n\rightarrow 0}{\dfrac {Z^{n}-1}{n}}&=\lim _{n\rightarrow 0}{\dfrac {e^{n\ln Z}-1}{n}}\\&=\lim _{n\rightarrow 0}{\dfrac {n\ln Z+{1 \over 2!}(n\ln Z)^{2}+\dots }{n}}\\&=\ln Z~~.\end{aligned}}}